# Oda A Horacio
La Oda A Horacio es una de las odas más características y famosas del poeta mallorquín Miguel Costa y Llobera. Fue escrita y dedicada al poeta Horacio, y también forma parte del libro Horacio en España de Marcelino Menéndez y Pelayo.

## Historia
Costa y Llobera compuso la oda A Horacio durante el año 1879, a pesar de que no sería publicada sino años más tarde en su volumen Horacianes, el 1906.
Entretanto, le mandaría la oda en catalán a Ramon Picó i Campamar y Antonio Rubió y Lluch, siendo este último quien emitiría un juicio más favorable. Además, providencialmente, Rubió le mandó la oda a su amigo común Menéndez y Pelayo, el cual decidiría incluirla en su tratado Horacio en España, afirmando que la oda del joven poeta era una de las odas sáficas más puras y acicaladas de su tiempo.
No obstante, Costa y Llobera tuvo bastantes escrúpulos respecto de su oda, ya que tenía miedo de que la misma pudiera ser entendida como una especie de "homenaje de culto idolátrico a un poeta tan epicúreo y gentil", y por lo tanto, cercano al ideal del paganismo, que Costa y Llobera aborrecía como católico.